# Le Jeu de la mort 2
Pour les articles homonymes, voir Le Jeu de la mort (homonymie).
Série
Le Jeu de la mort
(1978)
Pour plus de détails, voir Fiche technique et Distribution.
Le Jeu de la mort 2 (死亡塔, Si wang ta) est un film hongkongais réalisé par Ng See-yuen, sorti en 1980. Ce film a été tourné huit ans après la mort de Bruce Lee, réalisateur et acteur principal du premier Jeu de la mort. Présenté comme une suite malgré l'absence de lien narratif, il reprend des scènes tournées par Bruce Lee pour ses précédents films, notamment Opération Dragon.

## Synopsis
Après la mort suspecte de son ami Ching Ku, Billy Lo enquête. Il suspecte un gang de l'avoir tué. À force d'investigations, Billy finit par se faire tuer. Son frère Bobby Lo prend la suite de l'enquête. Il découvre une société secrète cachée dans une forteresse souterraine.

## Fiche technique
- Titre : Le Jeu de la mort 2
- Titre original : 死亡塔 (Si wang ta)
- Réalisation : Ng See-yuen
- Scénario : Ting Chak-luen et Ho Ting-sing
- Musique : Frankie Chan
- Photographie : Raymond Chang, Chiang Chi-ming, Li Yu-tang et Liang Hsi-ming
- Montage : Peter Cheung
- Chorégraphie des combats : Yuen Woo-ping
- Production : Raymond Chow
- Société de production : Seasonal Film Corporation
- Société de distribution : Golden Harvest
- Pays :  Hong Kong et  Corée du Sud
- Genre : Action
- Durée : 93 minutes
- Genre : Kung Fu
- Date de sortie en salles : 
  -  Hong Kong : 21 mars 1981

## Distribution
- Kim Tai-chung (VF : Jacques Bernard) : Billy Lo (avec des plans d'autres films de Bruce Lee) / Bobby Lo, le frère de Billy
- Hwang Jeong-lee : Chin Ku
- Roy Horan : Lewis
- Roy Chiao : le moine shaolin
- Ho Lee Yan : vieil homme
- Casanova Wong : le coréen
- Miranda Austin : Angel

## Autour du film
- Malgré son titre, ce film ne fait pas suite au premier Jeu de la mort, réalisé par Robert Clouse en 1978. En effet l'histoire ignore totalement les événements de son prédécesseur durant lesquels Billy Lo était une vedette de cinéma ayant des rapports tendus avec un syndicat du crime de Hong Kong et qui le conduisit à simuler sa propre mort. Par ailleurs, Billy Lo se faisait arrêter par la Police après avoir vaincu ses agresseurs à la fin du film, une scène uniquement présente dans la version hongkongaise, et quitta Hong Kong avec sa petite amie dans la version mandarin. Aussi Billy Lo raconte à Chin Ku qu'il avait affronté un coréen par le passé, une scène qui figurait déjà dans le premier volet.

- Les plans dans lesquels Bruce Lee apparaît proviennent de rushes non utilisés du film Opération Dragon à l'exception de deux gros plans de ses yeux qui proviennent de The Big Boss et La Fureur de vaincre. Aussi la scène où Bruce Lee discute avec le moine shaolin, a été réintégrée dans le montage d'Opération Dragon lors de sa sortie en DVD.

- Le comédien Kim Tai Chung avait déjà participé au premier film, où il avait doublé les scènes manquantes de Bruce Lee sans bien révéler son visage. Dans cette suite (sous le pseudonyme de Tong Lung, un nom assez semblable à celui du personnage que Bruce Lee avait interprété dans La Fureur du dragon), il joue à la fois Billy et Bobby. Seuls de très courts extraits avec Bruce Lee complètent le film pour faire croire qu'il y joue. Ce film peut être considéré comme faisant partie de la Bruceploitation[1]. À l'époque, le film fit scandale, car un ou plusieurs producteurs exploitaient l'image d'un acteur décédé, qui ne pouvait donner son avis à propos du film auquel il était associé.

- Roy Chiao, qui incarna déjà le moine shaolin dans Opération Dragon, dut reprendre son rôle pour assurer des raccords de plans et un remaniement de l'histoire.

- Dans la version cantonaise, la musique ne fut pas la même que celle de la version mandarin ou française, et trois scènes furent retirées dans celle-ci: la scène montrant la jeunesse de Bruce Lee (des scènes provenant des films qu'il avait tourné quand il était jeune), la scène de combat de Billy Lo contre le coréen dans le jardin botanique, et la scène de l’enterrement de Billy Lo (sous des scènes de l'enterrement de Bruce Lee et des photos de lui enfant).

- Dans la version coréenne, toutes les scènes montrant le visage de Bruce Lee ont été retirées, on ne montre que le visage de Tai Chung, et la scène qui montrait Billy Lo s’accrocher au cercueil, au-dessus de l'hélicoptère, pour ensuite se faire tuer par une fléchette fut changée (c'est un ami de Billy qui prend sa place). Certaines scènes apparaissent dans des instants différents.

- Ironiquement, la dernière séquence du film se passe dans une tour souterraine où Bobby Lo descend de plus en plus bas, un décor qui n'est pas sans rappeler l'aspect des bases de certains ennemis de James Bond comme Ernst Stavro Blofeld, Dr Kananga ou encore Francisco Scaramanga alias l'Homme au pistolet d'or. À l'inverse, le premier Jeu de la mort se déroulait dans un restaurant où Billy Lo montait de plus en plus haut, affrontant un adversaire à chaque étage.

- Ce film a reçu des réactions virulentes de la majorité des critiques du cinéma dans le monde entier. Certains n'hésitaient pas à crier au scandale et certaines revues cinématographiques ne parlèrent pas de la sortie du film, l'ignorant même totalement. De plus, ce film n'est mentionné dans aucun documentaire sur Bruce Lee.

- Dans la version française, les personnages de Billy et Bobby Lo sont doublés par le comédien Jacques Bernard. Celui-ci fût à l'époque la voix française de Jackie Chan.